# تعرية نهرية جليدية
التعرية النهرية الجليدية هي مجموعة من الظواهر المرتبطة بالتعرية الناجمة عن الأنهار الجليدية والأنهار تحت الجليد. ينتج عنها تكون مجموعة من أشكال التآكل الجليدي نجد على سبيل المثال: الوديان الجليدية، الركام، الصخور غير المنتظمة، الأواني الجليدية، الطاولات الجليدية، إلخ.

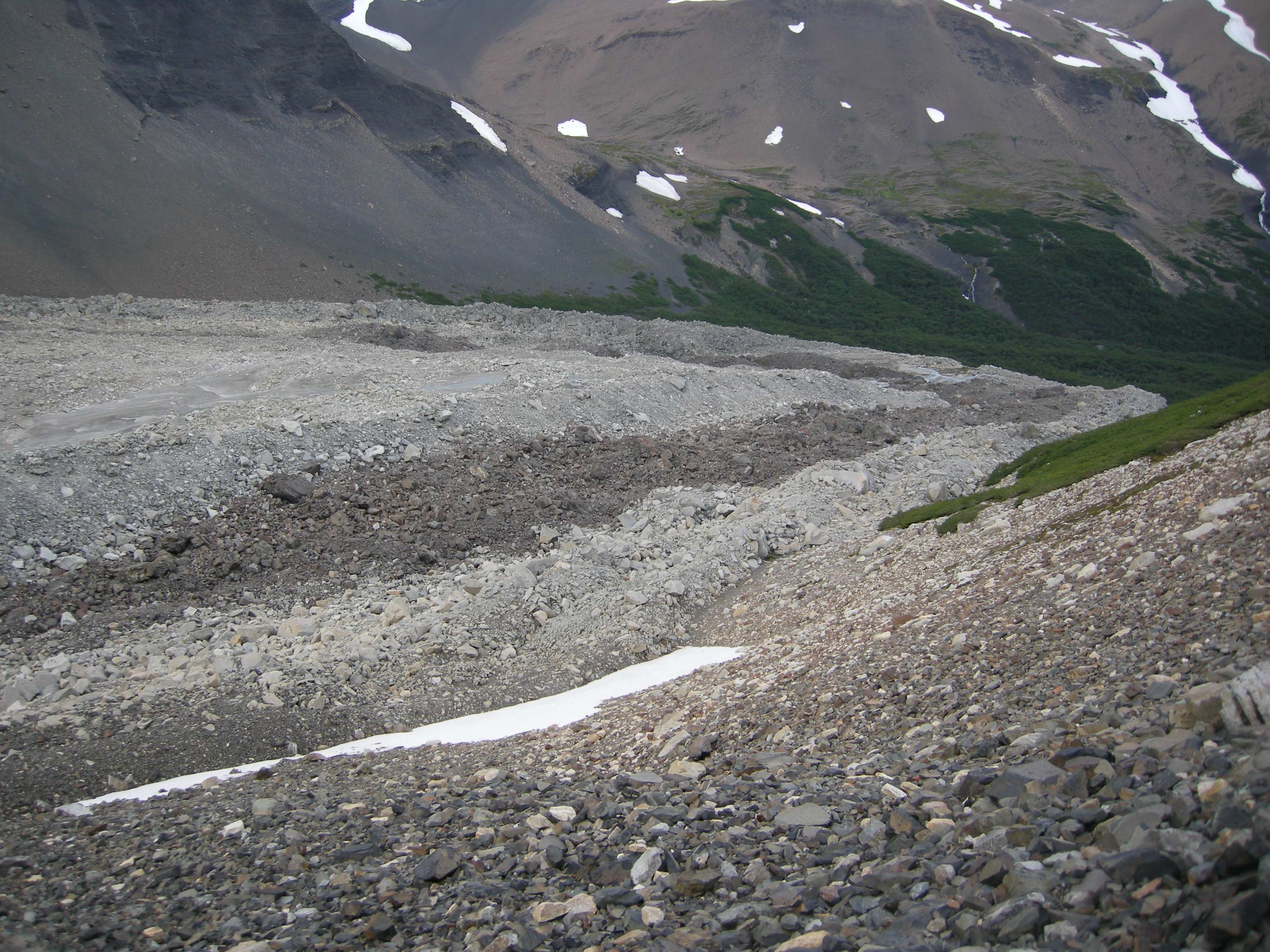
[[ركام جليدي|ركام جليدي في تشيلي
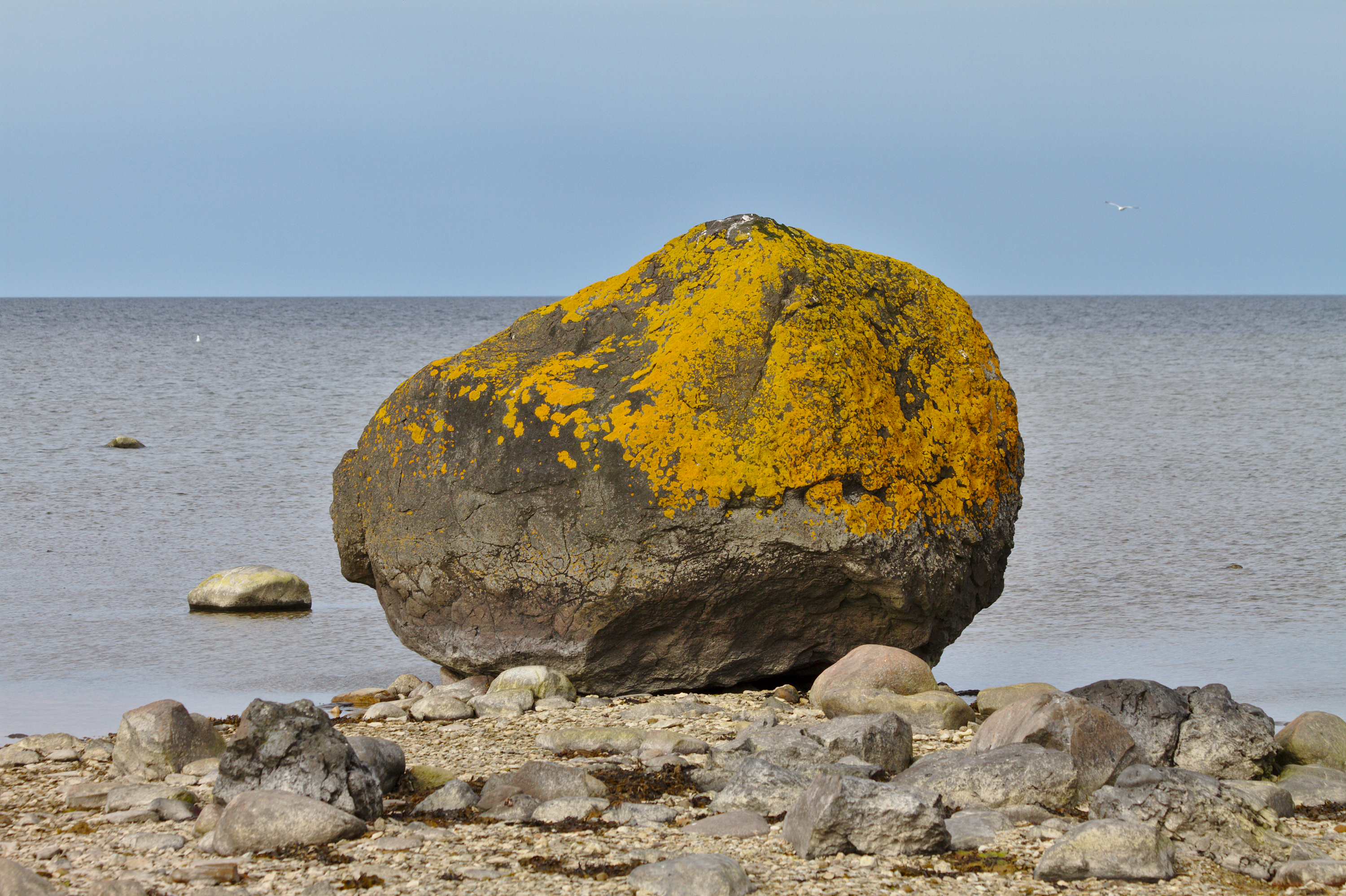
شارد جليدي بأحد الشواطئ بإستونيا
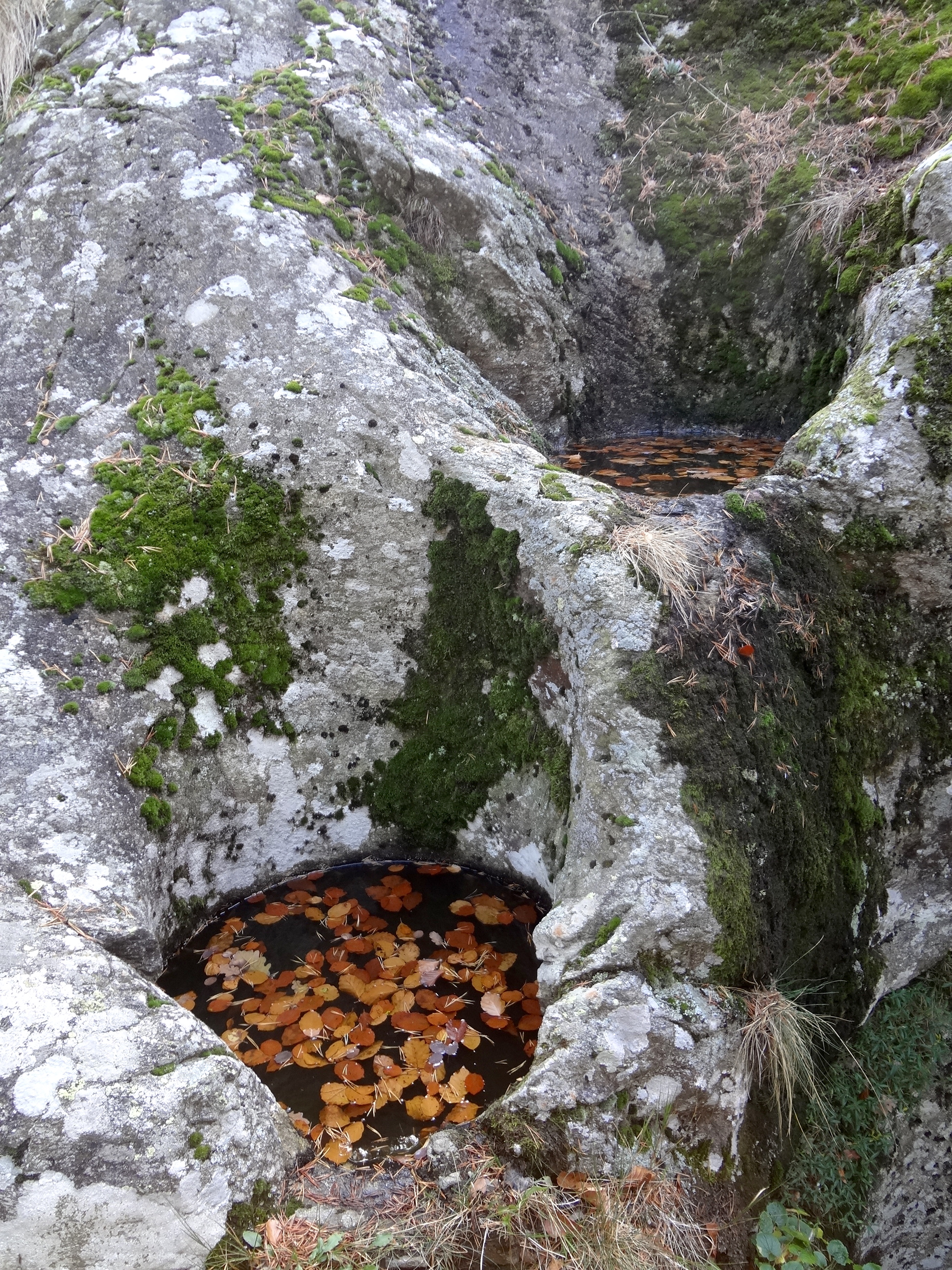
أواني جليدية في سالفان ب سويسرا

.

## مقالات ذات صلة
- التنقيب الجليدي
- نهر جليدي
- الركام